# Esgrima als Jocs Olímpics d'estiu de 1984
Als Jocs Olímpics d'Estiu de 1984 celebrats a la ciutat de Los Angeles (Estats Units d'Amèrica) es disputaren vuit proves d'esgrima, sis d'elles en categoria masculina i dues en categoria femenina. La competició se celebrà entre els dies 1 i 11 d'agost de 1984 al Long Beach Convention and Entertainment Center de Long Beach.
Participaren 262 esgrimistes, 202 homes i 60 dones, de 38 comitès nacionals diferents.

## Resum de medalles

### Categoria masculina
| Prova                     | Or | Argent                                                                                                 | Bronze                                                                                   |
| Floret individual Detalls | Mauro Numa                                                                                            | Matthias Behr                                                                                          | Stefano Cerioni                                                                          |
| Floret per equips Detalls | ItàliaMauro Numa · Andrea Borella · Stefano Cerioni · Angelo Scuri · Andrea Cipressa                  | RFAMatthias Behr · Matthias Gey · Harald Hein · Frank Beck · Klaus Reichert                            | FrançaPhilippe Omnes · Patrick Groc · Frederic Pietruszka · Pascal Jolyot · Marc Cerboni |
| Espasa individual Detalls | Philippe Boisse                                                                                       | Björne Väggö                                                                                           | Philippe Riboud                                                                          |
| Espasa per equips Detalls | RFAElmar Borrmann · Volker Fischer · Gerhard Heer · Rafael Nickel · Alexander Pusch                   | FrançaPhilippe Boisse · Jean-Michel Henry · Olivier Lenglet · Philippe Riboud · Michel Salesse         | ItàliaStefano Bellone · Sandro Cuomo · Cosimo Ferro · Roberto Manzi · Angelo Mazzoni     |
| Sabre individual Detalls  | Jean-François Lamour                                                                                  | Marco Marin                                                                                            | Peter Westbrook                                                                          |
| Sabre per equips Detalls  | ItàliaMarco Marin · Gianfranco Dalla Barba · Giovanni Scalzo · Ferdinando Meglio · Angelo Arcidiacono | FrançaJean-François Lamour · Pierre Guichot · Hervé Granger-Veyron · Philippe Delrieu · Franck Ducheix | RomaniaMarin Mustata · Ioan Pop · Alexandru Chiculita · Corneliu Marin · Vilmos Szabo    |

### Categoria femenina
| Prova                     | Or                                                                                                 | Argent                                                                                | Bronze                                                                                             |
| Floret individual Detalls | Ju-Jie Luan                                                                                        | Cornelia Hanisch                                                                      | Dorina Vaccaroni                                                                                   |
| Floret per equips Detalls | RFAUte Kircheis-Wessel · Christiane Weber · Cornelia Hanisch · Sabine Bischoff · Zita Funkenhauser | RomaniaAurora Dan · Monica Weber · Rozalia Oros · Marcela Modovan · Elisabeta Guzganu | FrançaLaurence Modaine · Pascale Trinquet · Brigitte Latrille · Veronique Brouquier · Anne Meygret |

## Medaller
| Posició | País            | Or | Argent | Bronze | Total |
| 1       | Itàlia          | 3  | 1      | 3      | 7     |
| 2       | RFA             | 2  | 3      | 0      | 5     |
| 3       | França          | 2  | 2      | 3      | 7     |
| 4       | R.P. de la Xina | 1  | 0      | 0      | 1     |
| 5       | Romania         | 0  | 1      | 1      | 2     |
| 6       | Suècia          | 0  | 1      | 0      | 1     |
| 7       | Estats Units    | 0  | 0      | 1      | 1     |